# Benedetto Giraldi della Rovere

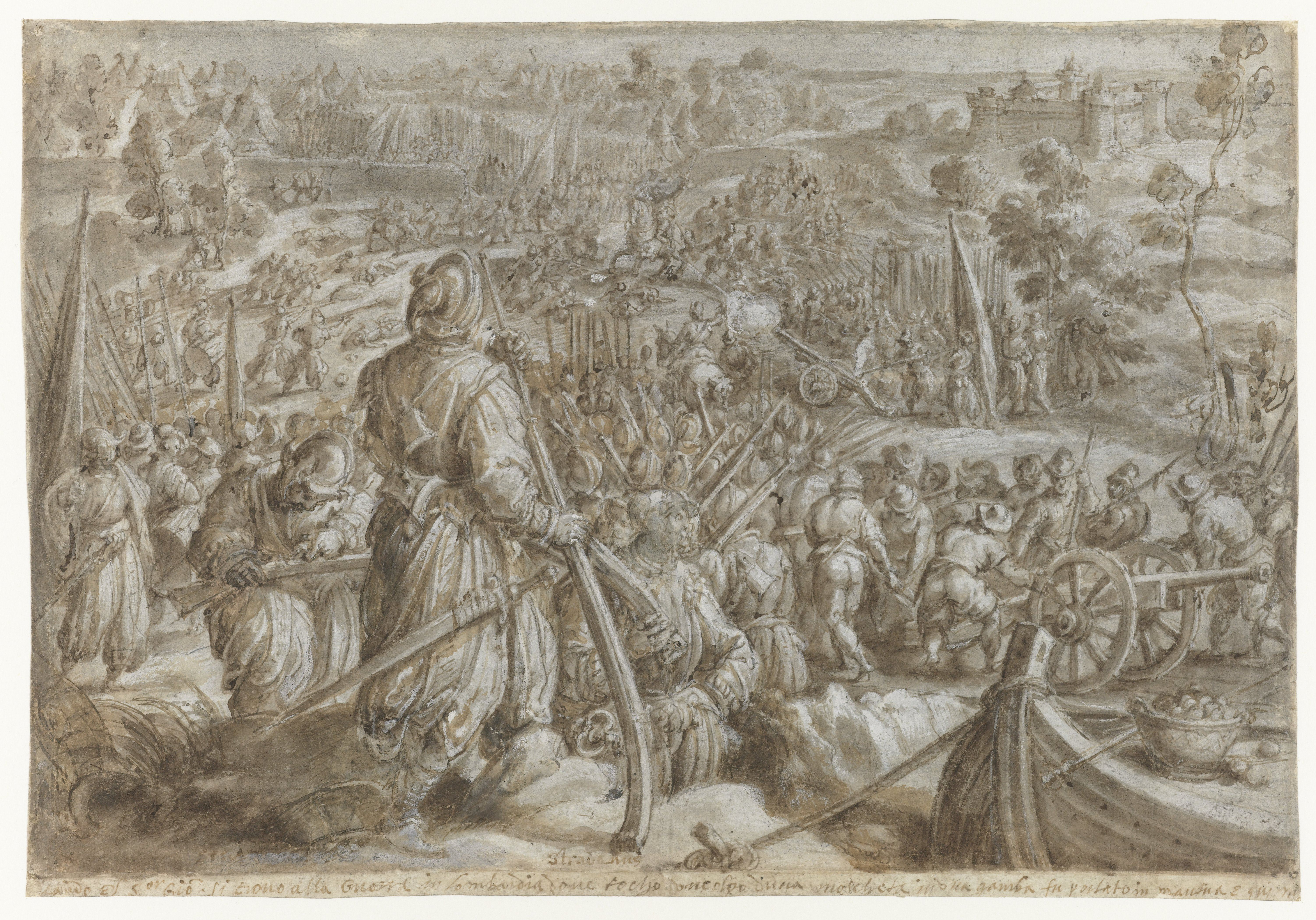
Battaglia di Governolo del 1526.

Benedetto Giraldi della Rovere (Mondolfo, ... – Governolo, 25 novembre 1526) è stato un condottiero italiano.

## Biografia
Noto come Benedetto da Mondolfo discendeva dalla nobile famiglia Mondolfo di Ferrara trapiantata a Senigallia. 
Iniziò la sua carriera militare al seguito di Giovanni della Rovere e quindi di Carlo Orsini (?-1505), conte di Anguillara.
Rinunciò al feudo di Mondolfo per servire il Ducato di Urbino. Il duca Francesco Maria I della Rovere nel maggio 1508 concesse a Benedetto e ai suoi fratelli Giovanni e Annibale di fregiarsi dello stemma e di aggiungere al loro il cognome "della Rovere".
Fu sempre al fianco del duca di Urbino in numerose imprese militari, soprattutto quando combatté per la riconquista del Ducato, perso nel 1517 e fin al suo recupero nel 1521. Partecipò a fianco dei veneziani nel 1524 al Sacco di Garlasco contro i francesi.
Morì nel 1526 nella battaglia di Governolo mentre combatteva contro i lanzichenecchi di Georg von Frundsberg diretti a Roma.